# زن سرخ‌پوش (فیلم ۱۹۸۴)
زن سرخ‌پوش (به انگلیسی: The Woman in Red) فیلمی به کارگردانی جین وایلدر، نویسندگی ایو رابرت، ژان-لوپ دابادی و جین وایلدر و تهیه‌کنندگی ویکتور درای محصول سال ۱۹۸۴ میلادی است

## بازیگران
- جین وایلدر در نقش Theodore Pierce
- کلی لبروک در نقش Charlotte
- گیلدا رادنر در نقش Ms. Milner
- چارلز گرودین در نقش Buddy
- جوزف بولونیا در نقش Joe
- جودیت ایوی در نقش Didi Pierce
- مایکل هادلستون در نقش Michael
- آرتور بایلی در نقش Jocko
- کیرا استمپل در نقش Missy Pierce
- رابین ایگنیسو در نقش Becky Pierce
- ویولا کیتز استیمپسون در نقش Mama Dell